# Lâm Trịnh Nguyệt Nga
Lâm Trịnh Nguyệt Nga (tiếng Trung: 林鄭月娥, tên tiếng Anh: Carrie Lam Cheng Yuet-ngor, sinh ngày 13 tháng 5 năm 1957), tên khai sinh Trịnh Nguyệt Nga (tiếng Trung: 鄭月娥) là đặc khu trưởng Hồng Kông, Trung Quốc sau khi giành chiến thắng trong cuộc Tuyển cử Đặc khu trưởng Hồng Kông năm 2017 vào ngày 26 tháng 3 nhờ hậu thuẫn của đại lục. Trước đó, bà giữ chức Ty trưởng Ty chính vụ, Cục trưởng Cục phát triển. Sau khi tốt nghiệp Đại học Hồng Kông, Lâm Trịnh Nguyệt Nga tham gia các hoạt động công vụ ở các khu vực ban ngành khác nhau. Bà trở thành viên chức quan trọng của chính quyền sau khi được chỉ định đảm nhiệm chức Cục trưởng Cục phát triển (tiếng Trung: 發展局局長, tiếng Anh: Secretary for Development). Trong giai đoạn này, bà được tiếng là "chiến sỹ kiên cường" (tough fighter) khi đứng ra giải quyết vấn đề phá hủy Cầu cảng Queen. Bà nhậm chức Ty trưởng Ty chính vụ thời chính quyền Lương Chấn Anh từ năm 2012 đến năm 2017. Lâm lãnh đạo Tiểu ban chuyên trách Phát triển Hiến pháp (tiếng Trung: 政改諮詢專責小組, tiếng Anh: Task Force on Constitutional Development) cho việc cải cách chính trị từ năm 2013 tới năm 2015 và thương thuyết với các lãnh đạo sinh viên trong cuộc biểu tình chiếm đóng năm 2014.
Sau khi Lương Chấn Anh tuyên bố không tìm cách tái tranh cử, ngày 16 tháng 1 năm 2017, Lâm Trịnh Nguyệt Nga tuyên bố tham gia tranh cử trưởng quan hành chính, biểu thị hi vọng kế tục tư tưởng hành pháp của Lương Chấn Anh. Tháng 3 năm 2017, Lâm, với tư cách là ứng cử viên thân Bắc Kinh, chiến thắng trong cuộc bầu cử ba bên với 777 phiếu từ 1.194 thành viên của Ủy ban tuyển cử Hồng Kông, đánh bại Ty trưởng Ty Tài chính Tăng Tuấn Hoa và thẩm phán hồi hưu Hồ Quốc Hưng. Lâm Trịnh Nguyệt Nga trở thành Nữ Đặc khu trưởng đầu tiên của Hồng Kông. Ngày 11 tháng 4 năm 2017, Lâm nhận quyết định bổ nhiệm từ Thủ tướng Quốc vụ viện Trung Quốc Lý Khắc Cường. Thủ tướng Malaysia Mahathir Mohamad nói hôm 4/10/2019 Carrie Lam nên từ chức, sau nhiều tháng biểu tình kéo dài. Bà và phu quân Lâm Triệu Ba tìm hiểu nhau tại Cambridge, Anh Quốc rồi kết hôn vào năm 1984, có hai con, ba cha con đều có quốc tịch Anh Quốc.

## Thiếu thời và học vấn
Bà có tên khai sinh là Trịnh Nguyệt Nga (tiếng Trung: 鄭月娥), sinh tại Hồng Kông trong gia đình năm con thu nhập thấp có nguồn gốc Chu San, bà là người con thứ tư. Lớn lên ở Đường Lockhart, Loan Tể, nơi có trường nữ sinh Công giáo St. Francis' Canossian College mà Lâm là lớp trưởng và hoàn thành bậc tiểu học và trung học của mình ở đấy.
Sau khi tốt nghiệp trung học, Trịnh Nguyệt Nga nhập học Đại học Hồng Kông chuyên ngành công tác xã hội. Bà tham gia chương trình trao đổi sinh viên tại Đại học Thanh Hoa. Qua các hoạt động sinh viên, bà quen biết Lý Vĩnh Đạt (李永達) và Thiện Trọng Giai (單仲偕), sau này là những thành viên nổi tiếng của Phái Dân chủ (Pro-democracy camp) tại Lập pháp viện Hồng Kông. Để có thêm hiểu biết xã hội và tham gia phong trào sinh viên hiệu quả hơn, bà đổi chuyên ngành từ công tác xã hội qua xã hội học sau khi hoàn thành năm thứ nhất. Cuối cùng, Trịnh Nguyệt Nga cũng tốt nghiệp Bằng Cử nhân Khoa học Xã hội năm 1980.
Năm 1982, bà nhập học tại Đại học Cambridge từ học bổng do Chính quyền Hồng Kông đài thọ. Tại đây, bà gặp gỡ nhà toán học Lâm Triệu Ba (Lam Siu-por, tiếng Trung: 林兆波), phu quân tương lai của bà. Năm 1984, bà và ông Lâm kết, và họ Lâm được thêm vào trước tên bà, thành Lâm Trịnh Nguyệt Nga.

## Phục vụ chính quyền
Sau khi tốt nghiệp Đại học Hồng Kông năm 1980, Lâm bắt đầu tham gia công tác hành chính. Bà kinh qua nhiều vị trí ở các ty và cục khác nhau, khoảng bảy năm ở Cục Tài chính và Ngân khố (chữ Hán: 財經事務及庫務局, tiếng Anh: Financial Services and the Treasury Bureau), phụ trách việc lên kế hoạch ngân sách và kiểm soát chi tiêu. Ban đầu, bà đảm nhận chức vụ Principal Assistant Secretary và sau đó là Phó Cục trưởng Cục Ngân khố trong thập niên 1990.
Năm 2000, Lâm được đề cử chức Giám đốc Sở Phúc lợi Xã hội trong thời kỳ chính quyền Hồng Kông phải đương đầu với nạn thất nghiệp tăng cao và tình trạng thâm hụt ngân sách nặng nề. Bà cho siết chặt chương trình Bảo trợ An ninh Xã hội Toàn diện (tiếng Anh: Comprehensive Social Security Assistance), chỉ cho phép cư dân Hồng Kông đã định cư trên bảy năm mới được hưởng chính sách này, loại bỏ thành phần nhập cư mới. Cùng với các viên chức cao cấp khác, bà đã gầy dựng nên quỹ giáo dục We Care Education Fund với số tiền lên đến trên 80 triệu đô la Hồng Kông để hỗ trợ nhu cầu giáo dục dài hạn cho trẻ em có cha mẹ qua đời trong dịch SARS năm 2003.
Tháng 11 năm 2003, Lâm được bổ nhiệm chức vụ Bí thư thường trực tại Cục Nhà ở, Quy hoạch và Địa chính (chữ Hán: 房屋及規劃地政局, tiếng Anh: Housing, Planning and Lands Bureau) và trưởng ban Ủy ban Quy hoạch Thành thị (chữ Hán: 城市規劃委員會, tiếng Anh: Town Planning Board). Sau đó, bà nhanh chóng được chỉ định chức Tổng giám đốc Văn phòng Kinh tế và Thương mại Hồng Kông tại Luân Đôn (tiếng Anh: Hong Kong Economic and Trade Office in London) vào tháng 9 năm 2004.
Ngày 8 tháng 3 năm 2006, Lâm trở về Hồng Kông để nhậm chức Cục trưởng Cục Dân chính Sự vụ (tiếng Anh: Home Affairs). Bà tham gia tổ chức Thế vận hội Mùa hè Bắc Kinh 2008 và các hoạt động của Bộ môn Cởi ngựa tại Paralympics và kế hoạch xây dựng Khu văn hóa Tây Cửu.

## Cục trưởng Cục Phát triển

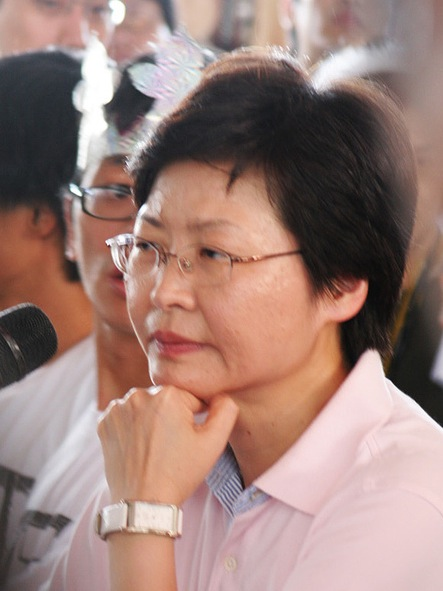
Lâm Trịnh Nguyệt Nga gặp mặt các nhà bảo tồn tại một diễn đàn công cộng ở Cầu cảng Queen hồi tháng 7 năm 2007

Ngày 1 tháng 7 năm 2007, Lâm rời khỏi công tác dân sự khi bà được Đặc khu trưởng Tăng Âm Quyền chỉ định giữ chức Cục trưởng Cuc Phát triển, trở nên một trong những quan chức chính quyền cao cấp. Những ngày đầu tại nhiệm, Lâm tiến hành khảo sát việc tháo dỡ các di tích Bến phà Quảng trường Edinburgh (tiếng Anh: Edinburgh Place Ferry Pier), nơi tàu Star Ferry neo đậu và Cầu cảng Queen để dọn đường cho việc quy hoạch đất đai hiệu quả hơn, việc làm trên đã khơi mào những cuộc biểu tình chiếm đóng của những người muốn bảo tồn.
Tháng 7 năm 2007, bà tham dự diễn đàn công khai được tổ chức tại Cầu cảng Queen trong nỗ lực muốn thuyết phục người biểu tình giải tán và đồng ý khởi sự việc tháo dỡ. Lâm Trịnh Nguyệt Nga kiên quyết lập lại quan điểm của chính quyền rằng việc bảo tồn cầu cảng không nằm trong kế hoạch và bà sẽ "không làm thất vọng người dân". Vụ việc này đã khiến Cục trưởng Cục Chính vụ Hứa Sĩ Nhân khi đó dành lời khen tặng "chiến sỹ kiên cường" cho bà.
Lâm cũng đề xuất Chiến lược Tái thiết Khu đô thị (市區重建策略, Urban Renewal Strategy) mới nhằm hạ thấp mức bán bắt buộc cho việc tái phát triển từ 90% xuống còn 80% trong năm 2010. Các tổ chức nhân quyền chỉ trích chính sách này rằng nó chỉ mang lại lợi ích cho các nhà phát triển bất động sản lớn và vi phạm quyền cư trú đã được ghi nhận tại Tuyên ngôn Quốc tế Nhân quyền và Công ước Quốc tế về các Quyền Kinh tế, Xã hội và Văn hóa khi nỗ lực thương thuyết của các chủ đất nhỏ không được đả động tới.
Năm 2012, Lâm Trịnh Nguyệt Nga lãnh đạo Cục Phát triển trong vụ mạnh tay xử lý những tòa công trình xây dựng không phép mà phần lớn được phát hiện ở làng bản xứ khu vực Tân Giới.
Để ghi nhận các thành tựu của bà trên cương vị Cục trưởng Cục Phát triển, bà được trao tặng các danh hiệu: thành viên danh dự của Viện Kiến trúc Cảnh quan Hồng Kông (Hong Kong Institute of Landscape Architects), hội viên danh dự Viện Kỹ sư Hồng Kông (Hong Kong Institution of Engineers), Property Person of the Year in the RICS Hong Kong Property Awards 2012, thành viên danh dự Viện Kiến trúc sư Hồng Kông (Hong Kong Institute of Architects), honorary member of the Royal Institution of Chartered Surveyors, honorary fellow member of the Hong Kong Institute of Architectural Conservationists, hội viên danh dự của Viện Kỹ thuật xây dựng dân dụng (Institution of Civil Engineers).
Trong kỳ Tuyển cử Đặc khu trưởng Hồng Kông năm 2012, Lâm đã xuống tay dẹp bỏ các công trình xây dựng trái phép của ứng cử viên Đặc khu trưởng Điền Anh Niên đang tranh cử với Lương Chấn Anh. Vụ bê bối này khiến cho ước nguyện trở thành Đặc khu trưởng của Đường tiêu tan. Sau vụ đó, họ Lương bị phát hiện cũng sở hữu nhà xây dựng trái phép. Lâm Trịnh Nguyệt Nga bị chỉ trích đã không đả động tới vụ việc của Lương Chấn Anh.